# Mieczysław Karaś

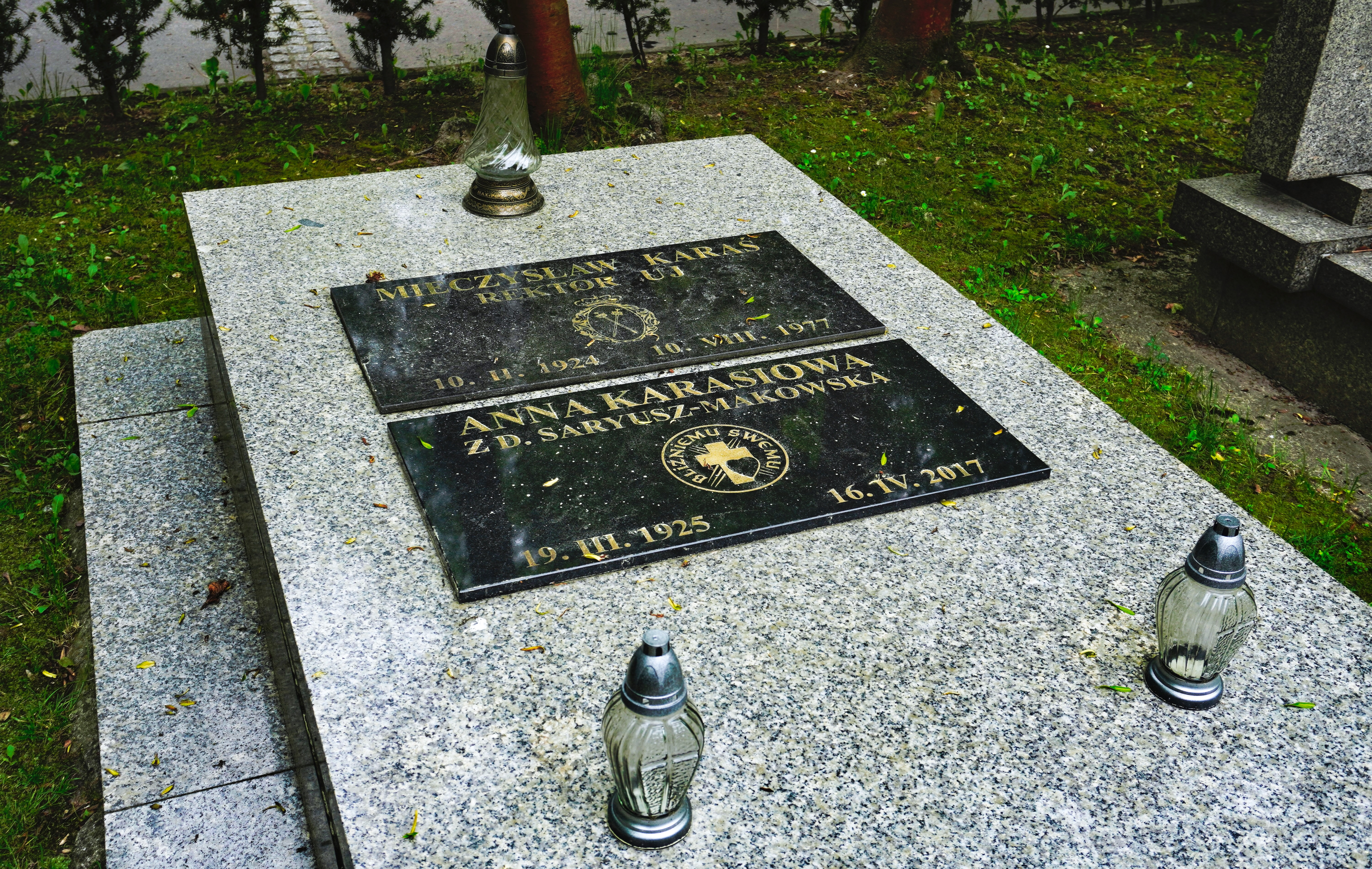
Grób Mieczysława Karasia na cmentarzu Rakowickim w Krakowie

Mieczysław Karaś (ur. 10 lutego 1924 w Przędzelu, zm. 10 sierpnia 1977 w Krakowie) – polski językoznawca, profesor Uniwersytetu Jagiellońskiego, w latach 1972–1977 rektor UJ, działacz komunistyczny. Od 1959 kierownik Pracowni Atlasu i Słownika Gwar Polskich Polskiej Akademii Nauk oraz przewodniczący Komisji Językoznawstwa PAN.

## Życiorys
Najstarszy z czworga dzieci Józefa Karasia, kowala, oraz Anieli z domu Byra. W okresie II wojny światowej działał w konspiracji najpierw w Związku Walki Zbrojnej, później w Armii Krajowej. Naukę w szkole powszechnej rozpoczął w 1929 r. w Przędzelu, gdzie ukończył cztery klasy, a następnie uczył się w Ulanowie. Po ukończeniu szkoły powszechnej w 1936 r. uczęszczał do gimnazjum w Nisku. Wybuch wojny przerwał naukę — kontynuował ją od 1941 r. na tajnych kompletach gimnazjalnych w Stalowej Woli. Maturę eksternistycznie zdał w Nisku w 1944. W latach 1945–1950 studiował polonistykę na UJ. Jego mistrzami byli wybitni uczeni: Kazimierz Nitsch, Zenon Klemensiewicz i Witold Taszycki, a także Tadeusz Lehr-Spławiński i Jerzy Kuryłowicz. W 1947 r. został asystentem wolontariuszem przy Katedrze Języka Polskiego. Od tej chwili aż do końca życia był bez przerwy związany z Uniwersytetem Jagiellońskim. W 1950 r. uzyskał stopień magistra na podstawie rozprawy "Polska gwara partyjna przed pierwszą wojną światową", napisanej pod kierunkiem Zenona Klemensiewicza. W kilka lat później (1955) otrzymał stopień kandydata nauk filologicznych na podstawie rozprawy "Nazwy miejscowe typu Podpora, Zalas w języku polskim i innych językach słowiańskich", której promotorem był Witold Taszycki.  W 1957 został powołany na stanowisko docenta w Katedrze Języka Polskiego UJ, w 1966 został profesorem nadzwyczajnym, w 1971 zaś — profesorem zwyczajnym. 
W latach 1958-1960 był prodziekanem Wydziału Filologicznego, w 1966 r. został wybrany na prorektora UJ. Stanowisko to piastował przez dwie kadencje. W 1972 r. i ponownie w 1975 r. otrzymał stanowisko rektora Uniwersytetu. W 1968 r. po przejściu Witolda Taszyckiego na emeryturę został kierownikiem Katedry Języka Polskiego, w 1971 r. zaś — dyrektorem nowo utworzonego Instytutu Filologii Polskiej UJ.
Autor ponad 300 prac z zakresu językoznawstwa, onomastyki i języka polskiego. W 1972 przyznano mu nagrodę państwową I stopnia.
Podczas okupacji należał do podziemnej organizacji wojskowej, później walczył w szeregach AK. W 1946 r. wstąpił do ZMW „Wici”, od 1948 r. należał do ZAMP. Od 1953 do śmierci należał do Polskiej Zjednoczonej Partii Robotniczej. Od 1953 do 1956 pełnił funkcję I sekretarza OOP, a od 1958 do 1965 I sekretarza POP na Uniwersytecie Jagiellońskim. Od 1962 do 1965 wchodził w skład egzekutywy, a od 1965 do 1967 w skład plenum Komitetu Miejskiego PZPR w Krakowie. Od 1968 do 1972 zasiadał w Centralnej Komisji Rewizyjnej, a od 1968 do śmierci pełnił funkcję zastępcy członka Komitetu Centralnego PZPR. Był delegatem na IV, V, VI, VII Zjazd PZPR.
30 maja 1977 dokonał odsłonięcia tablicy upamiętniającej Grzegorza z Sanoka w jego rodzinnym mieście na budynku tamtejszego Zajazdu. Zmarł nagle, pochowany został 13 sierpnia 1977 w alei zasłużonych na cmentarzu Rakowickim w Krakowie. 

## Odznaczenia
- Order Sztandaru Pracy I klasy[6]
- Krzyż Kawalerski Orderu Odrodzenia Polski[7]
- Medal Komisji Edukacji Narodowej[7]
- Złota odznaka „Za pracę społeczną dla miasta Krakowa” (1964)[8]
- Medal Merentibus (nadany pośmiertnie przez Senat Uniwersytetu Jagiellońskiego)
- Order Cyryla i Metodego (Bułgaria)
- Order Palm Akademickich (Francja)

## Ważniejsze publikacje
- Mały atlas gwar polskich (red. nacz. od 1967)
- Polskie dialekty Orawy (1965)
- Słownik wymowy polskiej (1977; współredaktor)